# 葉列茨足球會
葉列茨足球會(FC Yelets) (俄语：ФК «Елец»)是一支位於俄羅斯葉列茨的職業足球會，目前於俄羅斯業餘足球聯賽角逐。

## 外部連結
- Official Website